# 1871 en Belgique
Chronologie de la Belgique
- 1867
- 1868
- 1869
- 1870
- 1871
- 1872
- 1873
- 1874
- 1875

Cette page recense des événements qui se sont produits durant l'année 1871 en Belgique.

## Culture

### Arts
- Salon de Gand de 1871.

#### Peinture

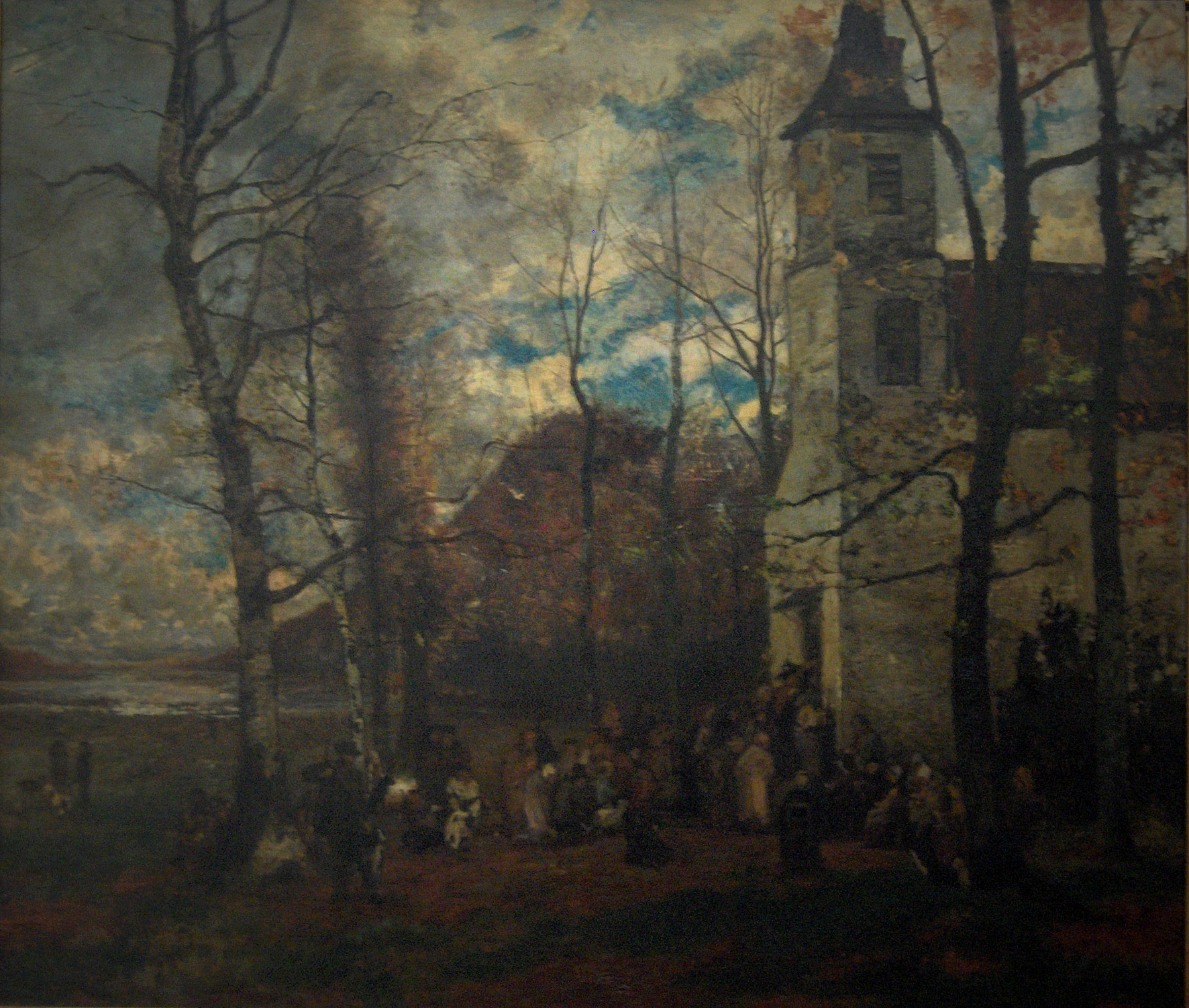
La Messe de Saint-Hubert (Hippolyte Boulenger)
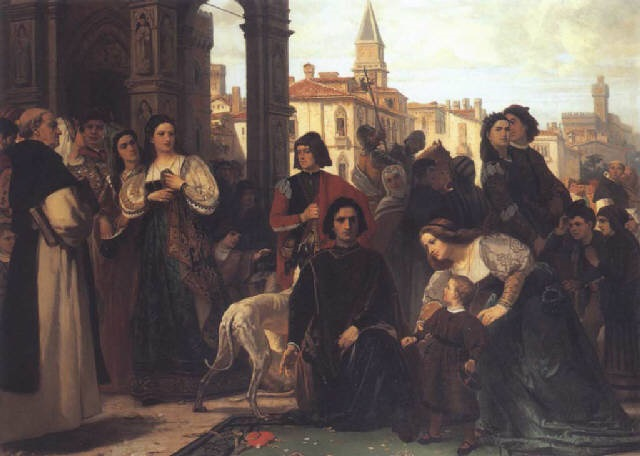
Fière humilité (Charles Soubre)